# Zack Wheeler
Zachary Harrison Wheeler (ur. 30 maja 1990) – amerykański baseballista występujący na pozycji miotacza w Philadelphia Phillies.

## Przebieg kariery
Po ukończeniu szkoły średniej, w 2009 został wybrany w pierwszej rundzie draftu z numerem szóstym przez San Francisco Giants, ale grał tylko w klubach farmerskich tego zespołu. W lipcu 2011 został wymieniony za Carlosa Beltrána. W Major League Baseball zadebiutował 18 czerwca 2013 w drugim meczu doubleheader przeciwko Atlanta Braves, w którym zanotował zwycięstwo. 19 czerwca 2014 w meczu z Miami Marlins zaliczył pierwszy w MLB complete game shutout.
W marcu 2015 z powodu kontuzji prawego łokcia zmuszony był przejść operację Tommy’ego Johna, co wykluczyło go z gry do końca sezonu 2015. Pierwszy występ po kontuzji zanotował 6 sierpnia 2016 w St. Lucie Mets (poziom Class A-Advanced), zaś pierwszy start w MLB zaliczył 7 kwietnia 2017 w meczu przeciwko Miami Marlins, notując porażkę.
W grudniu 2019 podpisał pięcioletni kontrakt z Philadelphia Phillies. W sezonie 2021 po raz pierwszy w swojej karierze otrzymał powołanie do Meczu Gwiazd.

## Nagrody i wyróżnienia
| Nagroda/wyróżnienie | Lata | Źródło |
| All-Star            | 2021 | [ 1 ]  |